# Sesilidad (biología)

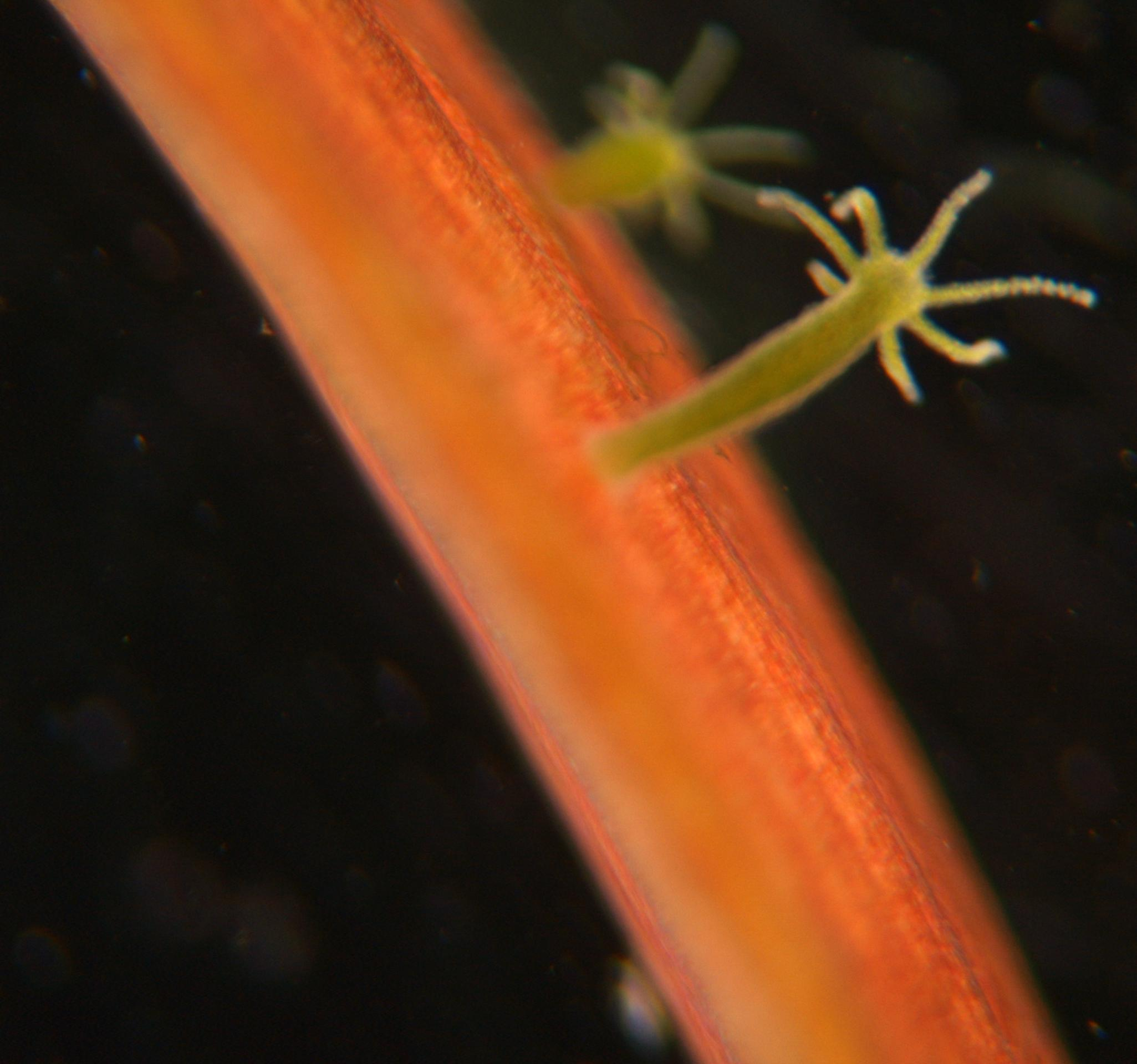
Los Cnidarios del género Hydra son normalmente sésiles, permaneciendo adheridos a un sustrato.

En biología, sesilidad (en el sentido de movimiento posicional o motilidad) se refiere a la característica de ciertos organismos, sésiles, que no poseen algún medio de auto-locomoción y son normalmente inmóviles o sedentarios. Dado este contexto, este término es distinto de un segundo significado el cual se refiere a un organismo o la estructura biológica que se sujeta a una superficie directamente por su base sin la existencia de un pie o pedúnculo.
Los seres vivos sésiles se pueden mover con la intervención de fuentes exteriores (como corrientes de agua) pero suelen estar permanentemente sujetos a algo. Los organismos como los corales asientan su propio sustrato sobre el que pueden crecer.  Otros organismos crecen sobre una superficie sólida como una roca, un tronco de árbol muerto, o un objeto hecho por el hombre como una boya o el casco de un barco.
El término opuesto a sésil es vágil.

## Movilidad
Típicamente, los animales sésiles tienen una fase motil (móvil)  en su desarrollo. Las esponjas tienen un etapa larval motil, la cual se pierde y se vuelve sésil en la madurez. En contraste, muchas medusas se desarrollan como pólipos sésiles en las etapas tempranas de su ciclo de vida y se vuelven móviles cuando alcanzan la etapa madura convirtiéndose en una medusa. En el caso de la cochinilla,  es en la etapa de ninfa (también llamada la etapa rastrera) cuando el animal se dispersa. Las cochinillas juveniles se desplazan a un sitio de alimentación y producen largos filamentos de cera. Más tarde, se mueven al borde de la plataforma del cactus en el cual se alimentaban para que el viento coja los filamentos de cera y se lleve a la cochinilla a otro cactus. 

## Reproducción
Muchos animales sésiles, incluyendo esponjas, corales e hidras, son capaces de llevar a cabo una reproducción asexual in situ a través de un proceso de gemación. Algunos cirrípedos y tunicados necesitan de algún mecanismo para llevar a sus individuos jóvenes a un nuevo territorio. Por esto, la teoría más aceptada para explicar la aparición de un estado larval en la historia evolutiva animal es la necesidad de poseer una habilidad de dispersión de largo alcance. El estudio de Wayne Sousa en 1979 sobre perturbación intermareal añadió evidencia que apoya la teoría de estructura comunitaria de no equilibrio, “sugiriendo que el espacio abierto es necesario para el mantenimiento de la diversidad en la mayoría de las comunidades de organismos sésiles.”

## Clumping(aglutinación)

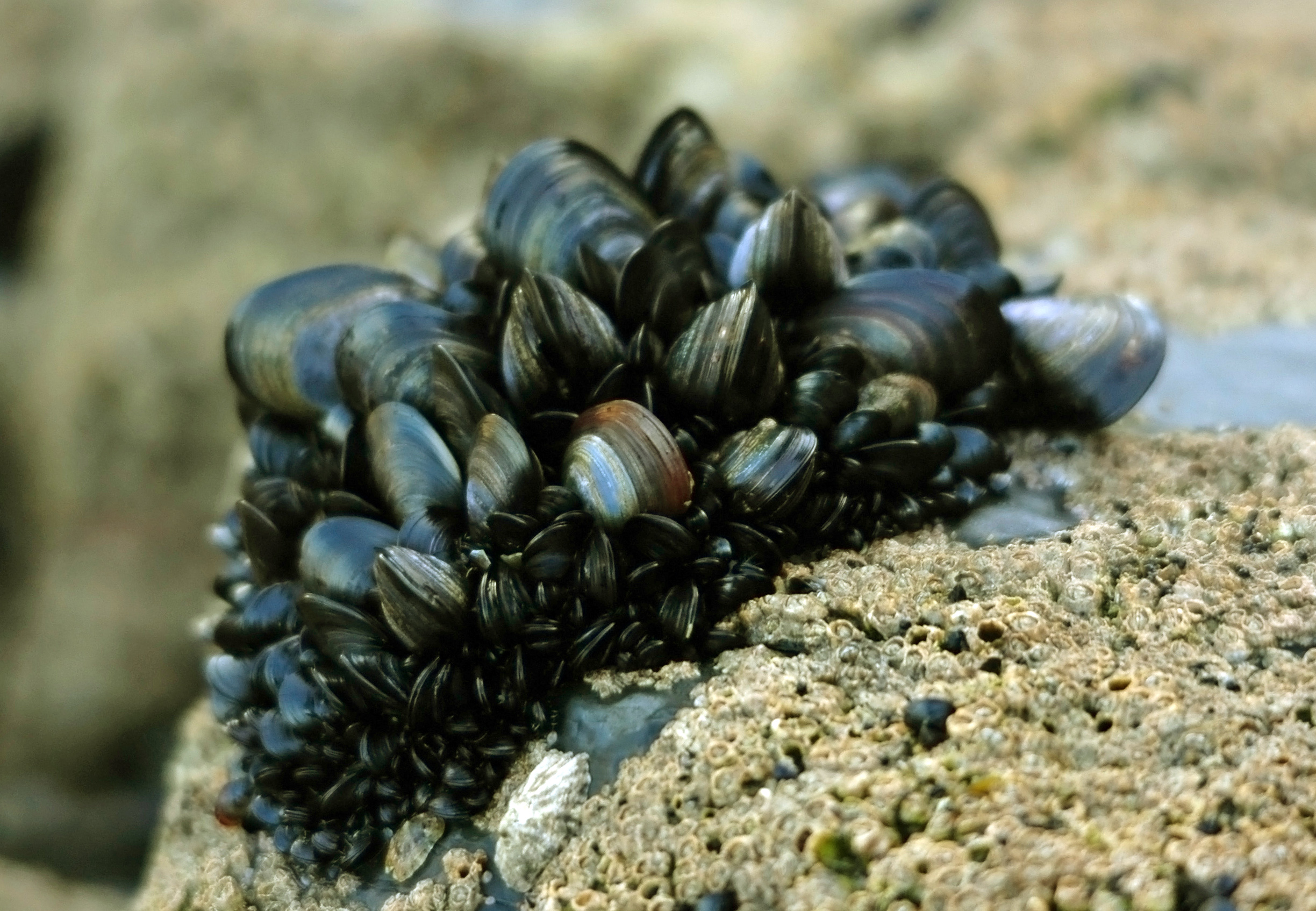
Los mejillones azules, Mytilus edulis, son sésiles y presentan aglutinación.

El clumping o aglutinación es un comportamiento observado en organismos sésiles, en el cual los individuos de una especie en particular se agrupan hasta quedar muy cerca unos de otros, para propósitos beneficiosos. Puede ser visto en arrecifes de coral y poblaciones de cochinillas. Esta congregación de individuos permite una reproducción más rápida y una mejor protección contra los depredadores.

## Predominio en entornos costeros
La zona circalitoral de entornos y biomas costeros es dominada por organismos sésiles como las ostras. Las Plataformas de carbonato crecen debido a la composición de los restos esqueléticos de estos organismos, normalmente por la actividad de microorganismos, los cuales inducen la precipitación de carbonatos a través de su actividad metabólica. 

## Distinción de sesilidad anatómica y botánica
En Anatomía y Botánica, sesilidad se refiere a un organismo o estructura biológica que carece de un pedúnculo o ''pie''. Ver Pedúnculo (anatomía), Pedúnculo (Botánica) y sesilidad (Botánica). Por ejemplo: existen plantas cuyas flores no cuentan con un pedicelo o pedúnculo floral por el cual se unen al tallo principal, a estas flores se les llama sésiles.